# Lithonia
Lithonia és una població dels Estats Units a l'estat de Geòrgia. Segons el cens del 2000 tenia 2.187 habitants.

## Demografia
Segons el cens del 2000, Lithonia tenia 2.187 habitants, 799 habitatges, i 560 famílies. La densitat de població era de 1.068,9 habitants/km².
Dels 799 habitatges en un 40,8% hi vivien nens de menys de 18 anys, en un 23,3% hi vivien parelles casades, en un 41,6% dones solteres, i en un 29,9% no eren unitats familiars. En el 25,7% dels habitatges hi vivien persones soles el 10,8% de les quals corresponia a persones de 65 anys o més que vivien soles. El nombre mitjà de persones vivint en cada habitatge era de 2,7 i el nombre mitjà de persones que vivien en cada família era de 3,25.
Per edats la població es repartia de la següent manera: un 34,4% tenia menys de 18 anys, un 9% entre 18 i 24, un 27,4% entre 25 i 44, un 17,4% de 45 a 60 i un 11,8% 65 anys o més.
L'edat mediana era de 30 anys. Per cada 100 dones de 18 o més anys hi havia 63,1 homes.
La renda mediana per habitatge era de 97.506 $ i la renda mediana per família de 135.450 $. Els homes tenien una renda mediana de 87.585 $ mentre que les dones 85.100 $. La renda per capita de la població era de 77.650 $. Entorn del 6% de les famílies i l'1,9% de la població estaven per davall del llindar de pobresa.

## Poblacions més properes
El següent diagrama mostra les poblacions més properes.